# Ilhéus da Madalena

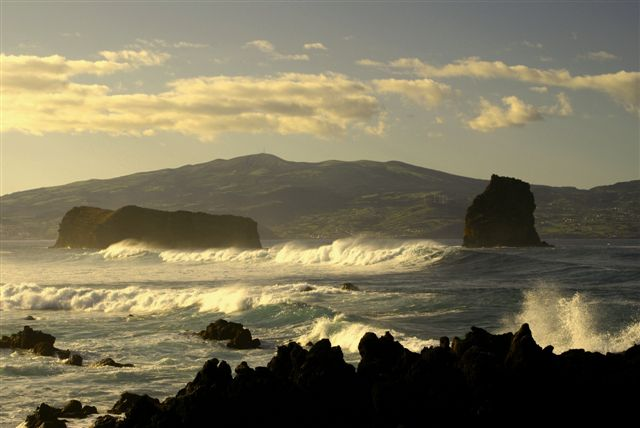
Ilhéus da Madalena. Ao fundo, o Faial.

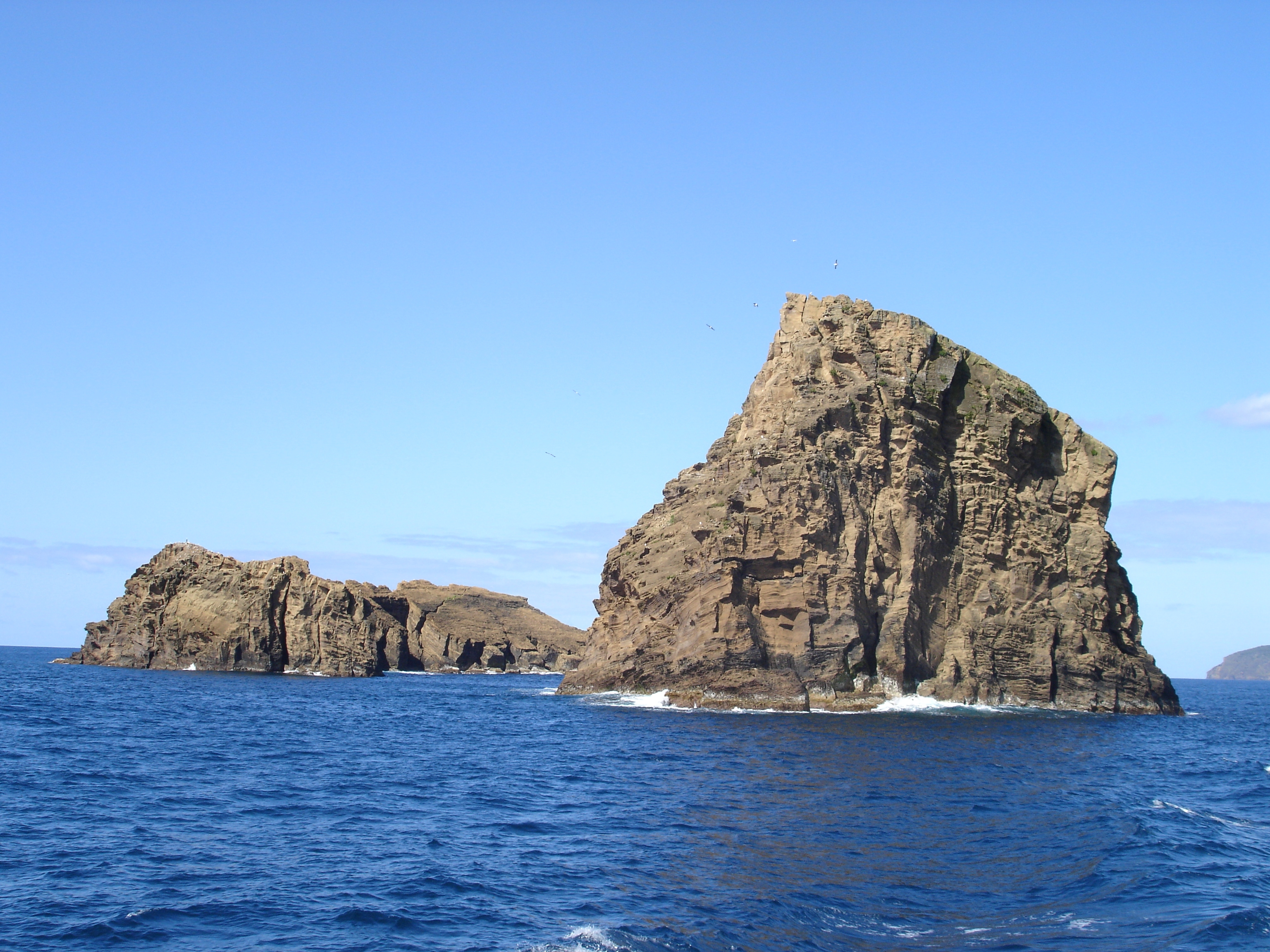
Ilhéus da Madalena vistos de SE.

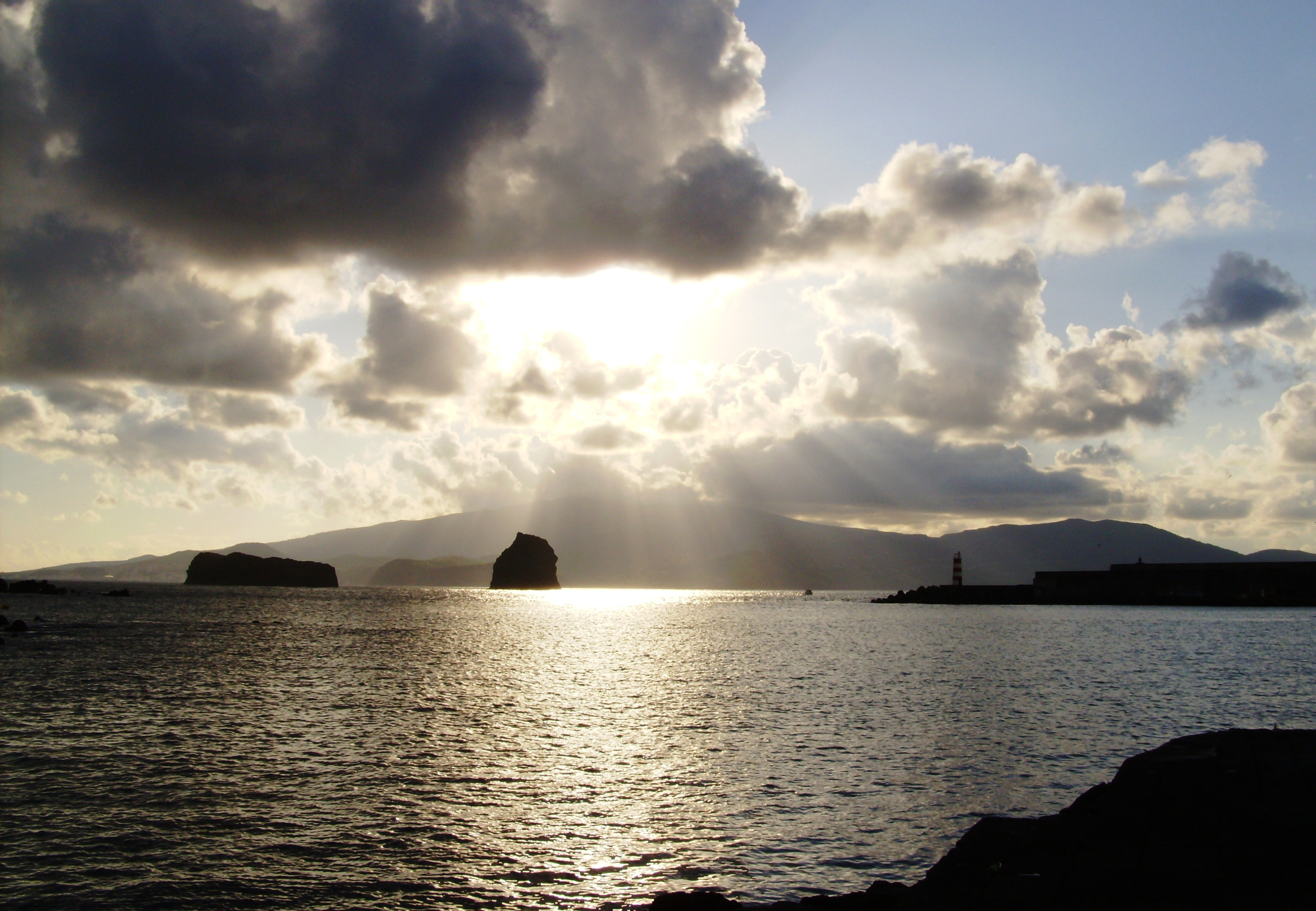
Ilhéus da Madalena. Ao fundo o Faial.

Os Ilhéus da Madalena localizam-se na parte Sul do Canal do Faial, a 0,5 milhas náuticas do porto da vila e concelho da Madalena, na Ilha do Pico, nos Açores.
Constituem-se em dois ilhéus:
- o Ilhéu Deitado, com 52 metros; e
- o Ilhéu em Pé, com 59 metros.

Os ilhéus correspondem aos restos de um aparelho vulcânico submarino quase destruído em nossos dias pela abrasão marinha e pela acção de forças tectónicas. O seu fundo é uma antiga cratera em rocha de tufo. Os materiais que os constituem são de origem hidro-magmática, nomeadamente tufos palagoniticos muito soldados. Na zona abrigada pelos ilhéus, chega-se aos 20 metros de profundidade. Nos fundos circundantes, há clareiras de areia e zonas com elevada acumulação de "calhau rolado".
Tem como flora dominante a Sphacelaria plumula, o Lithophylum incrustans e a Pterocladia capilacea.
Entre a sua fauna característica, encontram-se aves marinhas, garoupas, serras e bicudas.
Trabalhos de investigação efectuados propõem a classificação desta zona como uma Reserva Natural.
Na rota dos barcos que fazem a ligação entre a cidade da Horta e a vila da Madalena, quem mergulhar nessa área, ao sair da zona abrigada pelos ilhéus, deve ter cuidado com as fortes correntes do Canal do Faial.